# Nadir Sisman
Nadir Sisman (* 3. Dezember 1988 in Schorndorf) ist ein deutsch-türkischer Schauspieler.

## Werdegang
Nadir Sisman wurde in Schorndorf geboren und wuchs in Stuttgart auf. Nach seiner Banklehre absolvierte er zwischen 2011 und 2014 an der LiveAct Akademie der Schauspielkunst Stuttgart sein Schauspielstudium.
Nach ersten kleineren Auftritten in Kurzfilmen, erhielt Sisman die Rolle des Charlie in dem Film Trolls World, wo er neben Helmut Krauss und Katy Karrenbauer spielte. Der Film wurde erst im Jahr 2020 veröffentlicht. Sisman erhielt daraufhin in der Webserie Berlin Backstage eine Rolle sowie einige Theaterengagements in Berlin, Karlsruhe und Stuttgart. 2019 arbeitete Sisman erneut mit Regisseur Hordes und erhielt die wiederkehrende Rolle des Dzoni in der SWR Webserie Patchwork Gangsta.
Sisman lebt und arbeitet in Berlin.

## Filmografie
- 2013: The Campus Crime Story als René
- 2014: Decker als Elvis
- 2019: Patchwork Gangsta als Dzoni
- 2019: Trolls World – Voll vertrollt! als Charlie